# Estación de Antwerpen-Berchem
La estación de Antwerpen-Berchem es una estación de tren belga situada en Amberes, en la provincia de Amberes, región Flamenca.
Pertenece a las líneas   y  de S-Trein Antwerpen y a la línea  de S-Trein Bruselas.

## Situación ferroviaria
La estación se encuentra en varias líneas:
- línea 25 (Bruselas-Amberes)
- línea 27 (Bruselas-Amberes)

## Intermodalidad
| Línea | Recorrido                | Andén |
| ----- | ------------------------ | ----- |
|       | Hoboken ↔ Silsburg       | 12·13 |
|       | Luchtbal ↔ Olympiade     | 12·13 |
|       | Eilandje ↔ Mortsel       | 12·13 |
|       | Linkeroever ↔ Eksterlaar | 12·13 |
|       | Melmarkt ↔ Berchem       | 12·14 |

| Línea | Recorrido                   | Andén   |
| ----- | --------------------------- | ------- |
| 20    | Centraal ↔ Borsbeek         | 11·15   |
| 21    | Centraal ↔ Neerland         | 21 a 24 |
| 30    | Waterpoort ↔ Sint-Jansplein | 21 a 24 |
| 32    | Centraal ↔ Edegern          | 21 a 24 |
| 38    | Zuid ↔ Schijnpoort          | 21 a 24 |
| 51    | Berchem ↔ Vremde            | 2·11    |
| 52    | Berchem ↔ Duffel            | 2·11    |
| 53    | Berchem ↔ Duffel            | 2·11    |
| 90    | Berchem ↔ Lier              | 11·21   |
| 91    | Berchem ↔ Waarloos          | 21·23   |
| 92    | Berchem ↔ Kontich           | 21·23   |
| 298   | Berchem ↔ Boom              | 21 a 24 |
| 420   | Berchem ↔ Herentals         | 1·11    |
| 421   | Berchem ↔ Zandhoven         | 1·11    |
| 422   | Berchem ↔ Lier              | 1·11    |